# Старцевогорский Иоанно-Предтеченский монастырь
Старцевогорский Иоанно-Предтеченский монастырь, Старцево-Горский Иоанно-Предтеченский монастырь, Сарапульский Иоанно-Предтеченский монастырь (Ивановский монастырь на Старцевой горе) — православный мужской общежительный монастырь, действовавший в городе Сарапуле Вятской губернии в 1890—1923 годах.
В настоящее время на месте монастыря находится исправительная колония строгого режима № 5, по почтовому адресу: улица Раскольникова, дом № 53, город Сарапул, Удмуртская Республика.

## История
В 1880 году жители пригородной слободы на общественном сходе решили построить каменный храм на Старцевой горе в честь столетия города Сарапула «в благодарность Господу Богу за благополучное существование города Сарапула в течение ста лет и процветание его». В 1881 году сарапульское купеческое общество образовало строительный комитет. Строительство храма велось с 1881 года по 1889 год. 9 июня 1894 года храм освящён во имя Иоанна Предтечи. Иоанно-Предтеченская церковь не имела собственного прихода и была приписной к Вознесенскому собору.
Старцевогорский Иоанно-Предтеченский общежительный монастырь учреждён указом Святейшего Синода, от 29 ноября 1899 года, № 7641. Торжественное открытие состоялось 24 июня 1900 года. В 1901 году на средства купца П. И. Пименова построен каменный двухэтажный дом. 3 декабря 1911 года состоялось освящение домовой церкви с престолами в честь Рождества Пресвятой Богородицы и четырёх московских святителей (Петра, Алексия, Ионы и Филиппа), устроенной на втором этаже этого дома на средства Евдокии Пименовой и Анны Дедюхиной. В 1901 году основан скит в Воткинском заводе, а в 1912 году — Успенский скит в Бурановской лесной даче.
Монастырь закрыт решение Сарапульского окрисполкома, от 7 декабря 1923 года. Здания монастыря переданы исправдому. В XXI веке на месте монастыря располагается исправительная колония строгого режима № 5. В сохранившемся здании монашеских келий силами администрации и заключённых обустроен музей. В здании уцелела фреска Святой Евдокии.